# Estampures
Estampures település Franciaországban, Hautes-Pyrénées megyében. Lakosainak száma 74 fő (2022. január 1.). Estampures Estampes, Castex, Montégut-Arros, Bernadets-Debat, Fréchède és Mazerolles községekkel határos.

## Népesség
A település népességének változása:
| Lakosok száma | 72   | 73   | 78   | 78   | 79   | 78   | 76   | 75   | 74   |
|               | 2013 | 2015 | 2016 | 2017 | 2018 | 2019 | 2020 | 2021 | 2022 |